# 로이즈
로이즈 오브 런던(Lloyd's of London)는 영국 런던의 금융가 시티오브런던에 위치한 보험시장이다. 다른 금융기업과 달리 로이즈 오브 런던(줄여서 로이즈)은 1871년 로이즈 규약에 의해 만들어진 법인체로서 회사의 형태는 아니다. 로이즈의 구성원들은 다수의 재정 후원자들의 위험을 분산하고 금액화하여 판매하는 중개인이나 손해 사정인 역할을 맡는다. 이들을 '멤버'라고 따로 칭하는데 이들은 자체로서 법인체가 되기도 하고 인격체가 되기도 한다
영국의 보험 비지니스는 기본적으로 로이즈가 대개 판매하는 일반 보험과 재보험을 인수하는 과정을 거치는데 예외적으로 2013년 생명 보험에 관해 5개 연합체가 따로 구성되기도 했다. 로이즈는 기본적으로 해상 보험이 모토가 되며, 창립자인 에드워드 로이드가 17세기 타워 스트릿에 위치한 자신의 커피 거래소에서 모임을 가졌던 것이 시초다. 당시 커피 하우스는 오늘날 라임 스트리트에 있는 로이즈 본사의 모태가 된다. 로이즈의 사명인 'Fidentia'는 라틴어로 신뢰라는 뜻이다.
2011년에만 총 234억 4천만 파운드 이상의 프리미엄이 로이즈 마켓을 통해 거래됐으며, 매년 가장 높은 비율로 보증해야 하는 자연재해등으로 인한 세전(법인세 차감전) 5억 파운드 이상의 보증을 갚아줬다. 2012년 로이즈는 세전 이익으로 27억 파운드 이상의 수익을 올렸으며 총 255억 파운드의 프리미엄이 거래됐다.

## 같이 보기
- 로이즈 레지스터